# Allogamus botosaneanui
Allogamus botosaneanui là một loài Trichoptera trong họ Limnephilidae. Chúng phân bố ở miền Cổ bắc.